# ポートコルボーン
ポートコルボーン（英：Port Colborne）は、カナダ・オンタリオ州のナイアガラ地域にある都市である。五大湖のひとつエリー湖に面しており、ウェランド運河の南端に位置する。人口は約18.4千人（2011年）。街は運河周辺で発展をみせ、オンタリオ湖から上ってきた最後の水門がある。この水門は世界で最も長い水門のひとつで420mある。
街の名は初代ウェランド運河（First Welland Canal）が開通した当時、アッパーカナダの副総督であったジョン・コルボーン（John Colborne）に由来する。